# Horst Kasner
 (avril 2019).
Si vous disposez d'ouvrages ou d'articles de référence ou si vous connaissez des sites web de qualité traitant du thème abordé ici, merci de compléter l'article en donnant les références utiles à sa vérifiabilité et en les liant à la section « Notes et références ».
Horst Kasner, né Kazmierczak le 6 août 1926 à Berlin-Pankow et mort le 2 septembre 2011 à Templin, est un théologien protestant allemand. 

## Biographie
Son père Ludwig, d'origine polonaise, a germanisé son nom et celui de son fils Kazmierczak en Kasner en 1930.
Après avoir étudié la théologie, d'abord à Heidelberg puis à Hambourg, il s'est marié avec Herlind Jentzsch (née le 8 juillet 1928 à Elbing et morte le 6 avril 2019 à Templin), professeur de latin et d'anglais. Il est le père d'Angela Merkel, chancelière fédérale d'Allemagne de 2005 à 2021.

## L'émigration en RDA
En 1954, quelques semaines après la naissance d'Angela, la famille Kasner quittait Hambourg pour la RDA. La frontière interallemande n'était pas encore complètement verrouillée mais un tel mouvement était peu courant : pour les cinq premiers mois de l'année 1954, 180 000 personnes avaient quitté la RDA, entre 1949 et la construction du mur de Berlin en 1961 ce chiffre atteignit 2,5 millions. Le déménagement de Horst Kasner s'explique par le désir de l'évêque de Hambourg Hans Otto Wölber de remédier au manque de pasteurs à l'intérieur de la RDA et contre lequel les Églises d'Allemagne de l'Ouest voulaient faire quelque chose. Au service de l'Église protestante de Berlin-Brandebourg, Kasner s'installa d'abord comme pasteur dans le village de Quitzow près de Perleberg, la famille habitait au presbytère local. La situation des chrétiens et de l'église en RDA était caractérisée alors par l'oppression de la SED. Malgré tout, quelques pasteurs se caractérisaient par une forte disposition à collaborer avec la direction de l'État et à participer à la « construction du socialisme ».

## Le cours pastoral de Templin
Trois ans plus tard, en 1957, Horst Kasner fut transféré dans la petite ville brandebourgeoise de Templin. Là il se chargea à la demande du surintendant général de l'époque, Albrecht Schönherr, de la construction d'un séminaire pour les services religieux, plus tard d'un collège pastoral, lieu de formation religieuse continue. En 2004 dans une conversation Schönherr expliquait ainsi la nomination de Kasner à Templin : « il fallait profiter de ses aptitudes pour le poste et de sa capacité à agir également de façon pédagogique «. Ce lieu de formation continue se situait au Waldhof, ensemble d'édifices religieux en dehors de l'agglomération de Templin. Sur ce terrain à partir de 1958, on installa aussi des handicapés intellectuels. 
Le 7 juillet 1957 naquit son fils Marcus et le 19 août 1964 sa deuxième fille Irene. 
Horst Kasner était regardé comme un homme d'Église qui ne s'opposait pas à la direction de l’État et à la politique ecclésiastique de la SED. Également, avec Albrecht Schönherr et Hanfried Müller, il collaborait au cercle de travail Weißensee («Weißenseer Arbeitskreis»), qui s'opposait aux positions de l'évêque de Berlin-Brandebourg, Otto Dibelius. Les autorités considéraient Kasner comme faisant partie des forces «progressistes». comme dirigeant du cours pastoral, il occupa pendant plusieurs années dans une position clé à l'intérieur de l'Église Protestante de Berlin-Brandebourg: les théologiens devaient avoir recours à lui dans le cadre de leur formation continue ou pendant leur période d'enseignement comme vicaires pour leur deuxième examen de théologie. Sous ce rapport on n'a connaissance d'aucune pression qu'il aurait exercée sur des pasteurs qui contrairement à lui étaient plus critiques quant au système. Richard Schröder écrit en 2004 : 
« En ce qui me concerne, j'ai toujours considéré monsieur Kasner comme une personne digne de confiance. Et du moins, il n'était nullement conformiste. Le cours pastoral de Templin était pour nous-mêmes toujours aussi une fenêtre vers l'ouest, grâce aux responsables et à la littérature de l'Ouest. Les responsables théologiques n'étaient pas tenus de suivre une ligne précise. » (Cité après Lit. Langguth). 
Horst Kasner participait aux voyages à l'étranger dans le cadre du Front national et disposait outre le privilège de pouvoir voyager à l'Ouest — inhabituel pour un citoyen de RDA — de deux voitures particulières : une voiture de service et un véhicule privé qu'il s'était procuré grâce à la société Genex (de). Et pourtant d'un autre côté il était interdit à son épouse d'exercer dans l'enseignement d'État ; la Stasi n'ayant pas réussi à la faire travailler pour elle. On n'interdisait pas à ses enfants de faire des études supérieures, ce qui n'était pas le cas pour d'autres familles pastorales. [réf. nécessaire]
Kasner se montra critique vis-à-vis de l'ordre social en République fédérale à partir des années 1960, il ne soutint pas la réunification. 
Parmi ses amis, on remarque Clemens de Maizière, membre du synode et avocat, père du dernier ministre-président de RDA Lothar de Maizière.